# Anna Borbonet i Macià
Anna Borbonet i Macià (Barcelona, 1935 - ídem, 3 de juliol de 2016) va ser una toponomista de l'Institut Cartogràfic de Catalunya.
El seu pas per l'ICC va començar el 1984 treballant en la toponímia de sèries cartogràfiques i revisant textos i notes. Entre d'altres va revisar la toponímia dels mapes escala 1:25.000 de l'Instituto Geográfico Nacional. Durant les seves excursions feia quaderns de camp detallant itineraris, temps, botànica, el parlar de la gent, trobades amb persones, topònims dels indrets per on passava i fotografies. La seva feina va suposar un enriquiment de noms i mapes. Va deixar l'ICC l'any de la seva jubilació, el 2000.
És l'autora del llibre La vall del Bac, on descriu la geografia i la història de la vall del Bac, juntament amb sis itineraris excursionistes.
En l'àmbit no professional, va tenir cura de la col·lecció de fotografies, i altra documentació, coneguda com a Estudi de la Masia Catalana, dipositada a l'Arxiu Fotogràfic del Centre Excursionista de Catalunya.